# Mueang Samut Songkhram (huyện)
Mueang Samut Songkhram (tiếng Thái: เมืองสมุทรสงคราม) là huyện thủ phủ (Amphoe Mueang) của tỉnh Samut Songkhram, miền trung Thái Lan.

## Lịch sử
Huyện được thành lập năm 1897, lúc đo tên là Lom Thuan và thuộc Monthon Ratchaburi. Năm 1900, trụ sở huyện đã được dời đến một ngôi chùa ở Ban Prok. Tên huyện đã đổi tương ứng vào năm 1917. Trụ sở huyện lại được chuyển đến trại Mae Klong, tambon Mae Klong, đồng thời huyện được đổi tên thành Mae Klong. Theo chính sách của chính phủ Thái Lan, huyện thủ phủ có tên như tên tỉnh, huyện Mae Klong đã được đổi tên thành Mueang Samut Songkhram năm 1938..

## Địa lý
Các huyện giáp ranh (từ phía nam theo chiều kim đồng hồ) là: Ban Laem tỉnh Phetchaburi, Amphawa và Bang Khonthi of Samut Songkhram, và Ban Phaeo và Mueang Samut Sakhon của Tỉnh Samut Sakhon.

## Hành chính
Huyện này được chia thành 11 phó huyện (Tambon), các đơn vị này lại được chia ra thành 87 làng (muban). Samut Songkhram là thị xã (thesaban mueang) nằm trên toàn bộ tambon Mae Klong. Có 10 Tổ chức hành chính tambon.
| \| STT. \| Tên \| Tên Thái \| Số làng \| Dân số \| \| \| ---- \| -------------- \| --------- \| ------- \| ------ \| \| \| 1. \| Mae Klong \| แม่กลอง \| - \| 30,956 \| \| \| 2. \| Bang Khan Taek \| บางขันแตก \| 12 \| 9.100 \| \| \| 3. \| Lat Yai \| ลาดใหญ่ \| 12 \| 14.258 \| \| \| 4. \| Ban Prok \| บ้านปรก \| 11 \| 8.077 \| \| \| 5. \| Bang Kaeo \| บางแก้ว \| 10 \| 7.951 \| \| \| 6. \| Thai Hat \| ท้ายหาด \| 6 \| 4.645 \| \| \| 7. \| Laem Yai \| แหลมใหญ่ \| 8 \| 7.894 \| \| \| 8. \| Khlong Khoen \| คลองเขิน \| 9 \| 5.382 \| \| \| 9. \| Khlong Khon \| คลองโคน \| 7 \| 4.332 \| \| \| 10. \| Nang Takhian \| นางตะเคียน \| 9 \| 6.076 \| \| \| 11. \| Bang Chakreng \| บางจะเกร็ง \| 5 \| 4.597 \| \| | Map of Tambon  |           |         |        |  |
| STT. | Tên            | Tên Thái  | Số làng | Dân số |  |
| 1. | Mae Klong      | แม่กลอง    | -       | 30,956 |  |
| 2. | Bang Khan Taek | บางขันแตก  | 12      | 9.100  |  |
| 3. | Lat Yai        | ลาดใหญ่    | 12      | 14.258 |  |
| 4. | Ban Prok       | บ้านปรก    | 11      | 8.077  |  |
| 5. | Bang Kaeo      | บางแก้ว    | 10      | 7.951  |  |
| 6. | Thai Hat       | ท้ายหาด    | 6       | 4.645  |  |
| 7. | Laem Yai       | แหลมใหญ่   | 8       | 7.894  |  |
| 8. | Khlong Khoen   | คลองเขิน   | 9       | 5.382  |  |
| 9. | Khlong Khon    | คลองโคน   | 7       | 4.332  |  |
| 10. | Nang Takhian   | นางตะเคียน | 9       | 6.076  |  |
| 11. | Bang Chakreng  | บางจะเกร็ง | 5       | 4.597  |  |